# Aboa Vetus & Ars Nova
Aboa Vetus & Ars Nova is een museum voor archeologie en hedendaagse kunst in de Finse stad Turku. Het museum is gevestigd in het voormalige Rettigpaleis uit 1928. Het was oorspronkelijk alleen bedoeld als kunstmuseum, maar toen tijdens de bouw de fundamenten van de oude middeleeuwse stad werden gevonden, werd besloten een apart archeologisch museum in hetzelfde gebouw te openen, waarin de opgravingen geïntegreerd waren. De twee musea gingen open in 1995, en in 2004 fuseerden ze met elkaar.

## Afbeeldingen

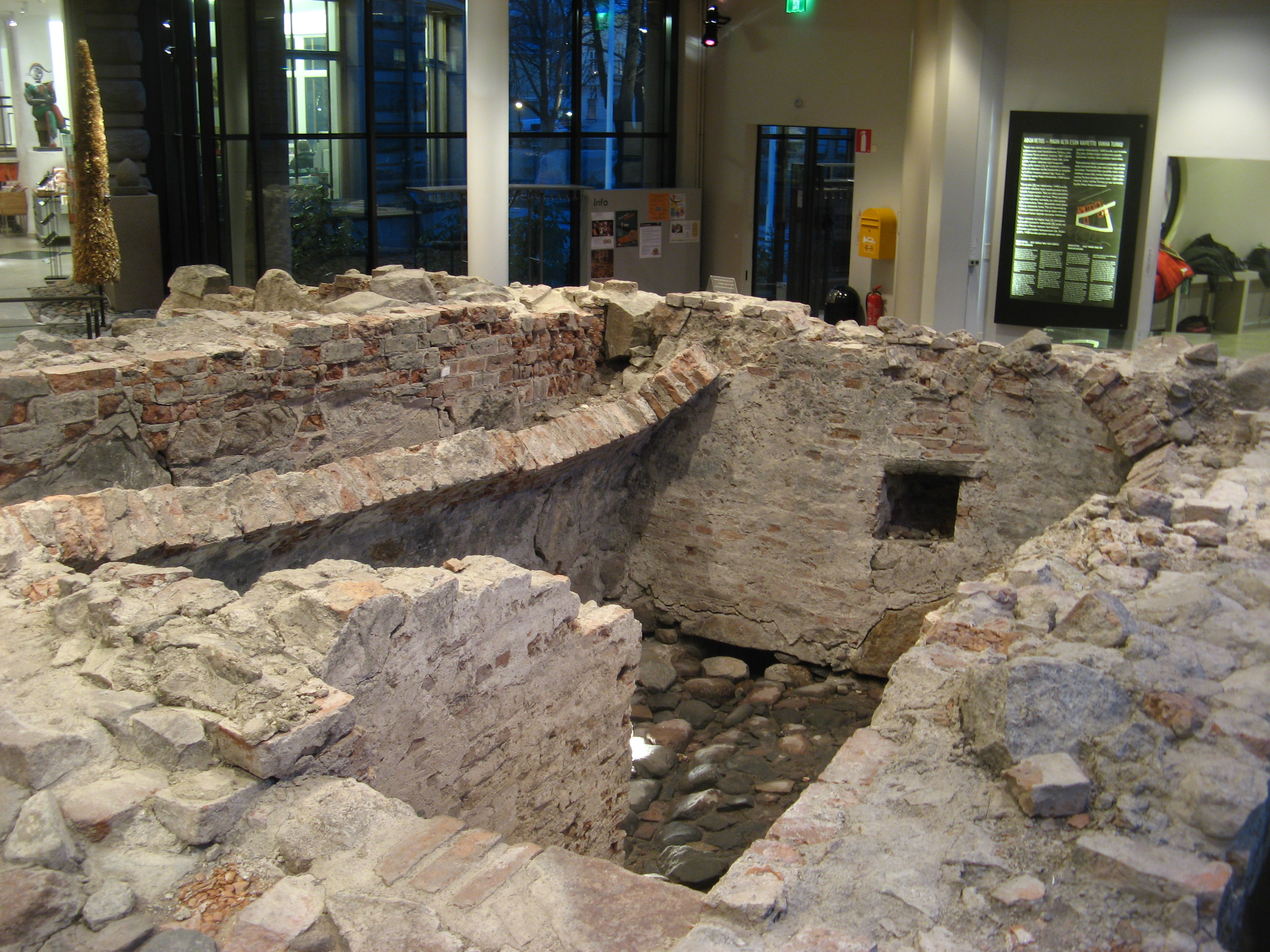
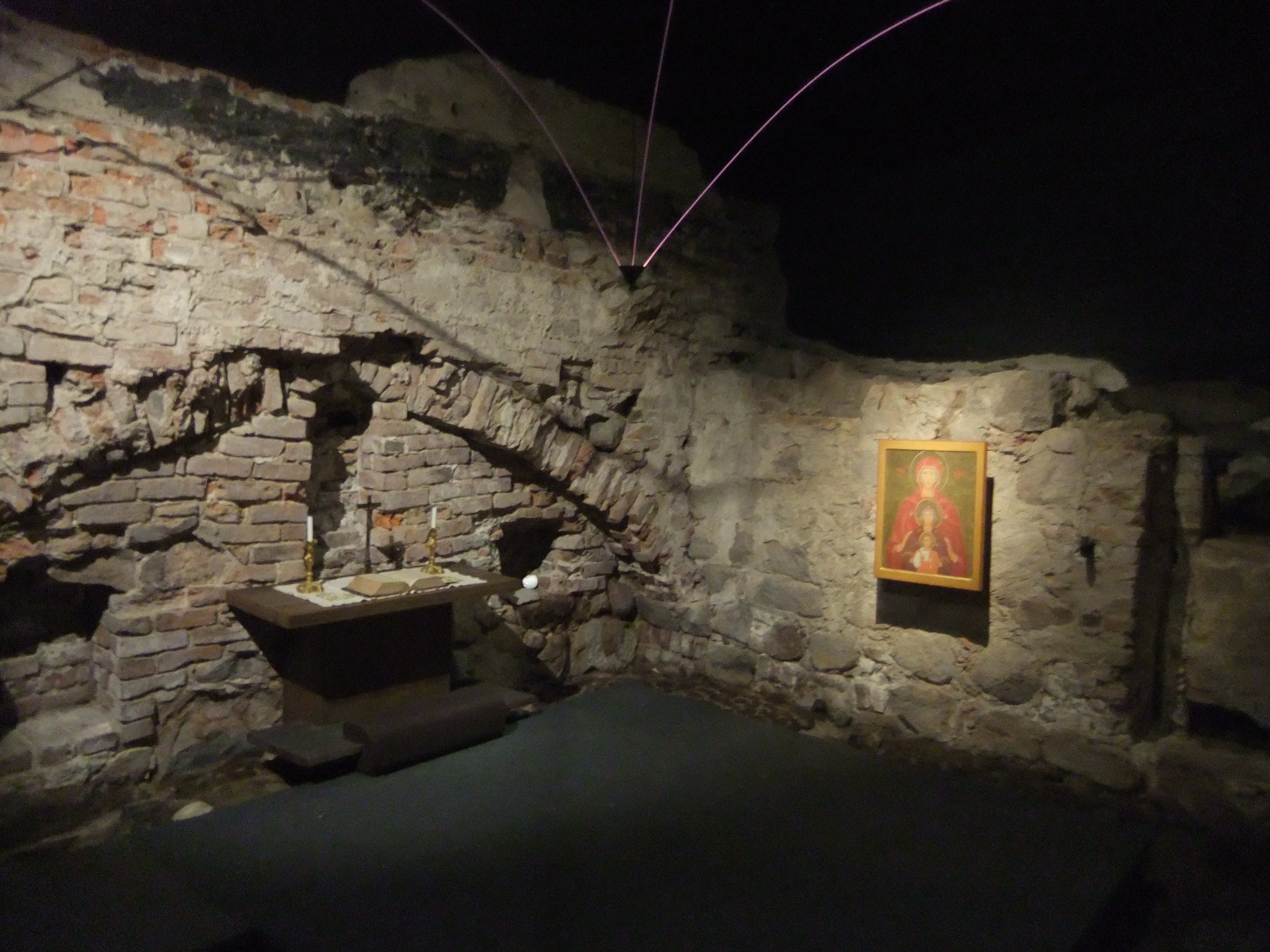
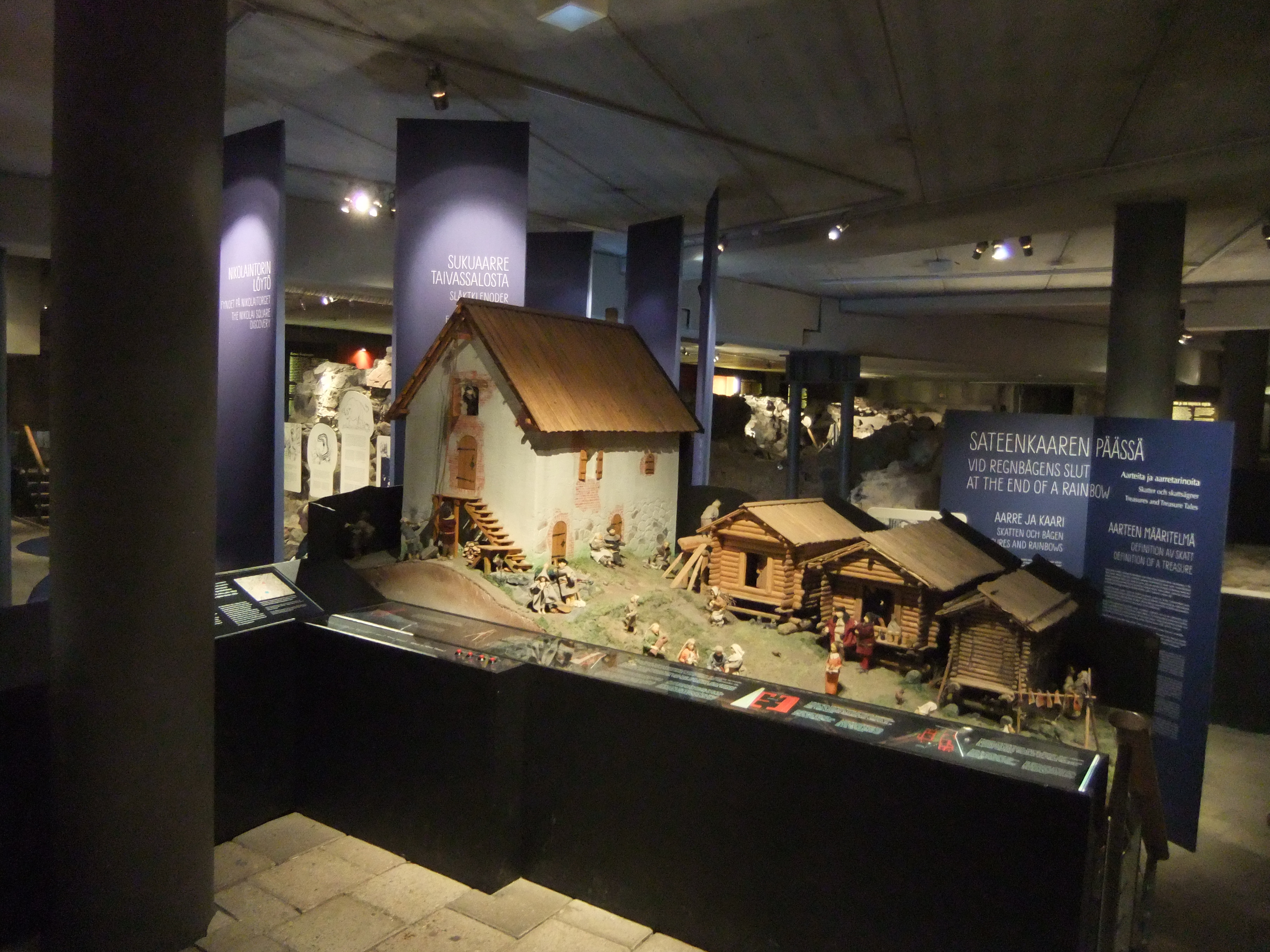